# 703. pěší divize (Wehrmacht)
703. pěší divize (německy 703. Infanterie-Division) byla pěší divize německé armády (Wehrmacht) za druhé světové války.

## Historie
Divize byla zřízena 22. března 1945 v oblasti města IJmuiden v Němci obsazeném Nizozemí. Jednotka byla vytvořena za účelem zmatení Spojenců ohledně početních stavů německé ozbrojené moci v oblasti. Tento útvar ve skutečnosti nedosahoval síly divize. 703. pěší divize zanikla v květnu 1945 spolu s kapitulací německých ozbrojených sil.

## Velitelé
| Datum           | Hodnost      | Jméno        |
| --------------- | ------------ | ------------ |
| 22. březen 1945 | generálmajor | Hans Hüttner |

## Členění
| Členění 703. pěší divize                 |
| ---------------------------------------- |
| Festungs-Kommandant IJmuiden             |
| 10. Schiffs-Stamm-Regiment               |
| 24. Schiffs-Stamm-Abteilung              |
| Turkestanisches Infanterie-Bataillon 787 |
| Panzerjäger-Abteilung 973                |
| Divisionseinheiten 1973                  |

## Podřízení
| Datum | Datum | Armádní sbor | Armádní sbor | Armáda | Armáda | Skupina armád   | Skupina armád   | Umístění   | Umístění   |
| 1945  | 1945  | LXXXVIII.    | LXXXVIII.    | 25.    | 25.    | Severozápad (H) | Severozápad (H) | Nizozemsko | Nizozemsko |